# سونگ جون
سونگ جون (انگلیسی: Sung Joon؛ زادهٔ ۱۰ ژوئیهٔ ۱۹۹۰) بازیگر سینما، هنرپیشه، و مدل (شخص) اهل کره جنوبی است.
از فیلم‌ها یا برنامه‌های تلویزیونی که وی در آن نقش داشته‌است می‌توان به کتاب خانواده گو (در کنار زوج دوست داشتنی لی سونگ گی و به سوزی)، هاید، جکیل و من و بهش بگو عشق اشاره کرد.